# 呼延寔
呼延 寔（こえん しょく、生没年不詳）は、前趙の武将である。遠祖は匈奴系の貴種である「呼衍部」もしくは「呼延部」の首長の末裔。

## 生涯
劉曜に仕えて征南将軍に任じられた。
322年2月、劉曜は親征して仇池の楊難敵を攻めた。だが、軍中に疫病が流行り、劉曜も感染して病に倒れると楊難敵と講和して撤兵した。秦州刺史の陳安は劉曜に謁見しようとしたが、劉曜は病のため拒否した。陳安は激怒し、劉曜が既に死んでいると思い、略奪をして引き返した。劉曜は病が重く、馬に乗れないため輿で長安に帰り、呼延寔に輜重部隊を監理させて後方に配備した。
陳安は精騎兵を率いて呼延寔を襲撃すると、呼延寔は進退窮まり、捕らえられて輜重を奪われた。陳安は呼延寔を自らの前に連れてくると「劉曜は既に死んだ。君は誰を補佐するつもりだ。我と共に大業を成そうではないか」と持ち掛けた。呼延寔が怒鳴って「狗輩め。汝は寵禄を受けた身であり、不疑の地位にあったはずだ。かつて司馬保に背いておきながら、今また同じ事を繰り返そうというのか。汝の知略が主上（劉曜）に勝ると思っているのかね。汝の首が上邽の市に晒される日は近いだろう。大業などとほざきおって。さっさと殺すがいい。そして、俺の首を上邽の東門に懸けるがいい。そこから、主上の大軍が入城するのを見守ってやる」と罵った。陳安は怒って呼延寔を殺し、呼延寔の長史魯憑を参軍に任じた。